# Buco della memoria
Il buco della memoria è un elemento immaginario presente nel romanzo 1984 di George Orwell; è un meccanismo ideato per alterare o far sparire fotografie, trascrizioni e documenti scomodi o imbarazzanti con l'intento di cancellarne definitivamente la memoria. Oltre a eliminare documenti scomodi, il "Ministero della Verità" del Partito crea falsi documenti al fine di riscrivere la storia per renderla conforme ai frequenti cambiamenti della propaganda politica.

## Descrizione
Nel romanzo 1984 di Orwell il "buco della memoria" è una fessura collegata a uno scivolo che conduce a un inceneritore dove i membri del partito depositano i documenti politicamente scomodi che devono essere distrutti:
Il protagonista, Winston Smith, che lavora presso il "Ministero della Verità", è uno degli incaricati al ruolo di revisione dei vecchi articoli di giornale, col compito di adattarli agli interessi di propaganda del governo. Per esempio, a Smith può essere chiesto di modificare retroattivamente una dichiarazione circa il razionamento del cibo in modo da riflettere le nuove politiche.
Anche nel Ministero dell'Amore esiste almeno un buco della memoria, visto che  O'Brien ricorre a uno di questi mentre tortura Smith; O'Brien mostra la prova di un insabbiamento ad opera del Partito per dimostrare a Smith, a tratti incerto della reale esistenza dei documenti originali che modifica, che quella determinata documentazione esiste davvero. Tuttavia, O'Brien la distrugge immediatamente all'interno di un buco della memoria, negando non solo l'esistenza della prova ma anche ogni ricordo delle sue azioni. Smith si rende conto che si tratta di bipensiero applicato in quanto O'Brien ha effettivamente soffocato i suoi ricordi sia del fatto politicamente scomodo, sia della sua stessa azione di distruggere la prova.